# قفزة التخويف

قفزة التخويف (بالإنجليزية: Jump scare)‏، هي أسلوب حديث لتخويف المشاهد أو مستخدم جهاز الحاسب، ودائمًا ما يستخدم هذا النوع في أفلام الرعب وألعاب الفيديو، وغالباً ما تتزامن مع الصراخ بصوت عالي. ووصفت هذه النوعية بأحدث التقنيات السينمائية في أواسط القرن العشرين الميلادية والتي بدأت في أحد الأفلام السينمائية، وأكد النقاد السينمائيين بأن هذه الطريقة هي محاولة بائسة لتخويف المشاهد.

## الأشهر في ألعاب الفيديو
ازدادت هذه الظاهرة في ألعاب الفيديو خلال أواخر القرن العشرين، ومن أشهرها لعبة ريزدنت إيفل، حين تدخل شخصية اللعبة في إحدى غرف القصر الكبير، ويقفز الكلب فجأة من النافذة مع صوت كسر الزجاج، وفي لعبة داي لايت كررت ظاهرة قفزة التخويف لإخافة اللاعب.